# Бер, Борис Иванович
Борис Иванович Бер (8 [20] июня 1805, Кашира, Тульская губерния — 20 марта [1 апреля] 1869, Санкт-Петербург) — российский юрист, нижегородский губернский прокурор (1835—1843), сенатор (1860—1869), тайный советник (1859).

## Биография
Происходил из российских немцев; сын Ивана Бера. Родился 8 (20) июня 1805 года в Кашире Тульской губернии.
Был крещён 13 июня 1805 года в Успенской Соборной церкви города Каширы. Восприемники: Каширской округи сельца Топканова помещик Иван Петрович Аничкин и села Завалья помещица Наталья Михайловна Шондурова.
Учился, как и оба брата, в Московской губернской гимназии; гимназию окончил с золотой медалью и после сдачи в ней экзаменов указом от 28 сентября 1822 года был зачислен студентом нравственно-политического отделения Московского университета (юридический факультет. По окончании курса, 24 сентября 1825 года получил аттестат.
«Вступил в службу из студентов Московского Университета в Канцелярию Правительствующего Сената Общего Собрания Московских Департаментов с переименованием в 12 класс» 4 ноября 1825 года.
С 3 января 1827 по 22 июня 1828 года находился при генерал-лейтененте сенаторе Василии Брозине, ревизовавшем Слободско-Украинскую губернию; 28 апреля 1828 года произведён в коллежские секретари.
Исполнял обязанности письмоводителя в комиссии по расследованию злоупотреблений генерал-майора Ушакова, допущенных при перестройке Екатерининских казарм Московского кадетского корпуса с 23 августа 1828 по 20 февраля 1830 года и 5 августа 1830 года «за усердие по производству дел оной комиссии объявлено ему Высочайшее благоволение». Произведён в титулярные советники с награждением годовым окладом получаемого им жалования 28 апреля 1831 г.
«По предписанию начальства исполнял должность секретаря Общего Собрания Сената в 1829, 1830 и 1831 гг.».
В 1831 году состоял в комиссии под предводительством Московского военного генерал-губернатора по расследованию деятельности тайных обществ, «за что, по представлению его г. Военным Генерал-губернатором пожалован к единовременному награждению тысячей рублей». «Четыре года непрерывной работы в комиссиях позволили начинающему чиновнику заручиться благорасположением очень многих влиятельных лиц Сената: Бер регулярно получал крупные денежные награды, быстро продвигался по службе».
Определён секретарём в 1-е Отделение 6-го Департамента Правительствующего Сената 12 мая 1832 года.
«В воздаяние своих трудов и усердия в службе» произведён в коллежские асессоры 20 апреля 1834 г.
Определён губернским прокурором в Нижний Новгород 18 апреля 1835 года. На этой должности 20 апреля 1837 года был произведён в надворные советники; 13 сентября 1840 года «за отлично усердную службу и постоянные труды объявлено ему Высочайшее благоволение»; 22 августа 1841 года «за безупречную службу на 31 декабря 15 лет и 18 дней пожалован знаком отличия беспорочной службы XV лет» и, наконец, 3 июля 1843 года был произведён в коллежские советники со старшинством с 20 апреля 1840 г. (VI класс).
По прошению Бориса Ивановича Бера, 19 ноября 1843 года, он и род его был включён в Книгу дворянских родов Нижегородской губернии, в III её часть, по Нижегородскому уезду, о чём 31 декабря 1843 года была выдана грамота; 9 сентября 1844 г. указом Сената по Департаменту Герольдии № 16555 с потомством утверждён в дворянском достоинстве.
Осенью 1843 года переведён губернским прокурором Калужской губернии, но уже 7 декабря того же года был уволен от этой должности и причислен к Департаменту Министерства юстиции.

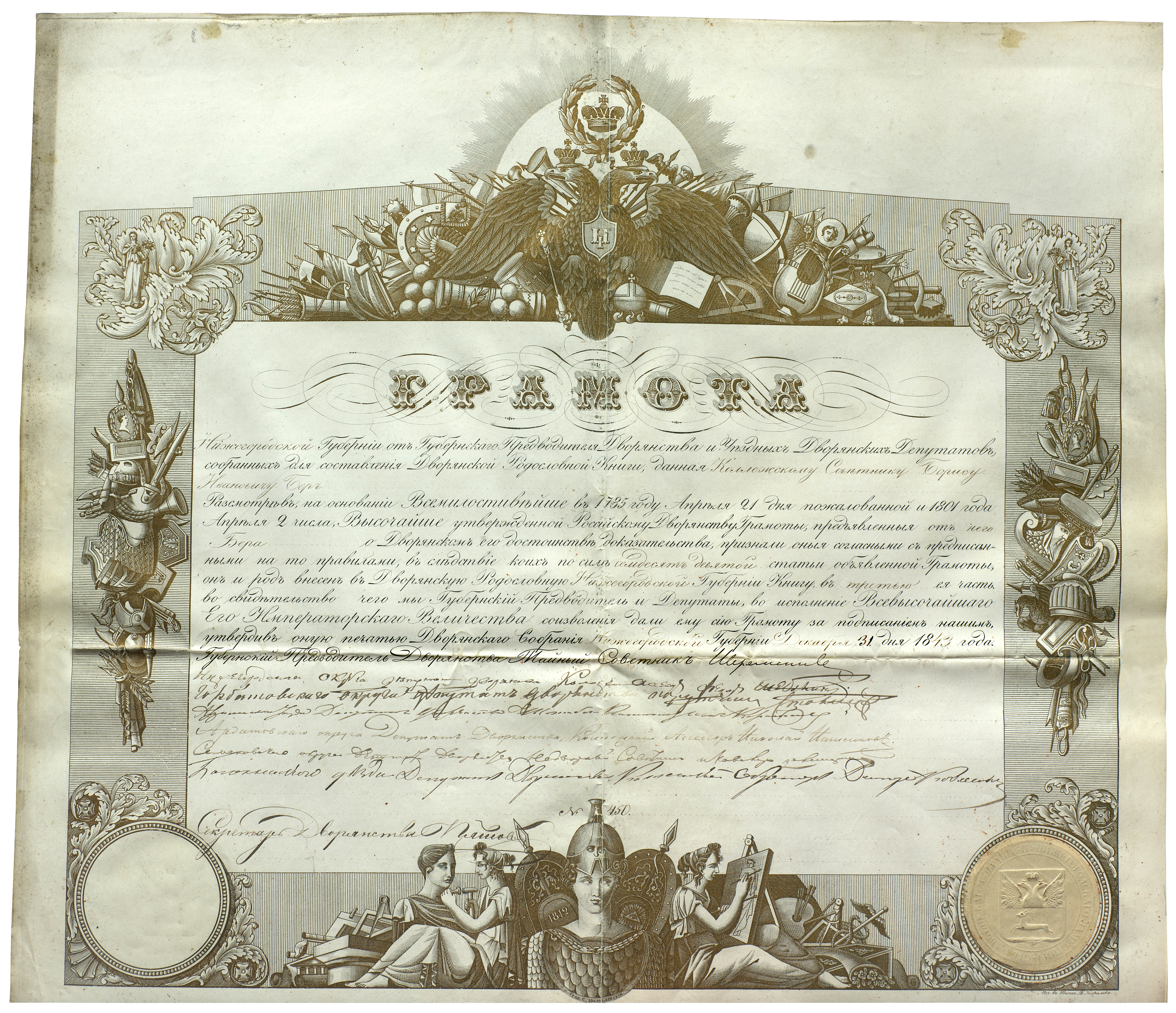
Грамота о дворянском достоинстве Бориса Ивановича Бер с семейством (1843)

С 29 августа 1844 года он был определён помощником Статс-секретаря Государственного Совета (А. А. Никитин) и произведен в статские советники.
В Адрес-Календаре 1845 года указан при отделении законов Государственной канцелярии Государственного совета как Правитель (управляющий) делами Комитета детских приютов. Коллежский советник.
9 января 1846 г. «пожалован орденом св. Анны 2-й степени, нашею короною украшенным»; 13 января 1848 г. пожалован орденом Св. Владимира 3-й степени. Позднее он был награждён орденами Св. Станислава 1-й степени и Св. Анны 1-й степени.
Был помощником статс-секретаря Государственного совета; 1 января 1850 года произведён в действительные статские советники, «сверх того удостоен получить наше высочайшее благоволение и ……. Знак отличий беспорочной службы за 20 лет».
9 марта 1851 г. Высочайшим Указом ему и его брату пожалован «Дворянский герб во всех честных и пристойных случаях, в письмах, печатях, на домах и домовых вещах и везде, где честь их и другие обстоятельства того потребуют», и жалованная грамота о наследственном дворянстве.
В 1858 году уволен по прошению из ГосСовета.
Был произведён в чин тайного советника 1 марта 1859 года и с 6 декабря 1860 года он был назначен присутствовать в Правительствующем Сенате по 5-му Уголовному департаменту.
В 1866 году назначен членом высочайше утверждённой комиссии под председательством графа Муравьева по поводу событий 4 апреля; 30 марта 1867 года назначен членом Уголовного кассационного департамента Сената.
Умер в Петербурге в ночь на 20 марта 1869 года. Погребён со своей второй женой на Волковском православном кладбище.

## Воспоминания о нём
«Об моём деде сохранилось очень мало рассказов. Говорят, что он был очень умный, но суровый человек и в семье деспот».
«Борис Иванович был высоко культурный человек. Он недурно рисовал и копировал. Образованный и начитанный. О нём вспоминает поэт Фет, который бывал у него в доме Пеля, где он жил в то время».
«Уезжая за границу, оставил точнейшие распоряжения по хозяйству на год вперед, которые были записаны в тетради».

Формуляр Бориса Бера, 1843 год
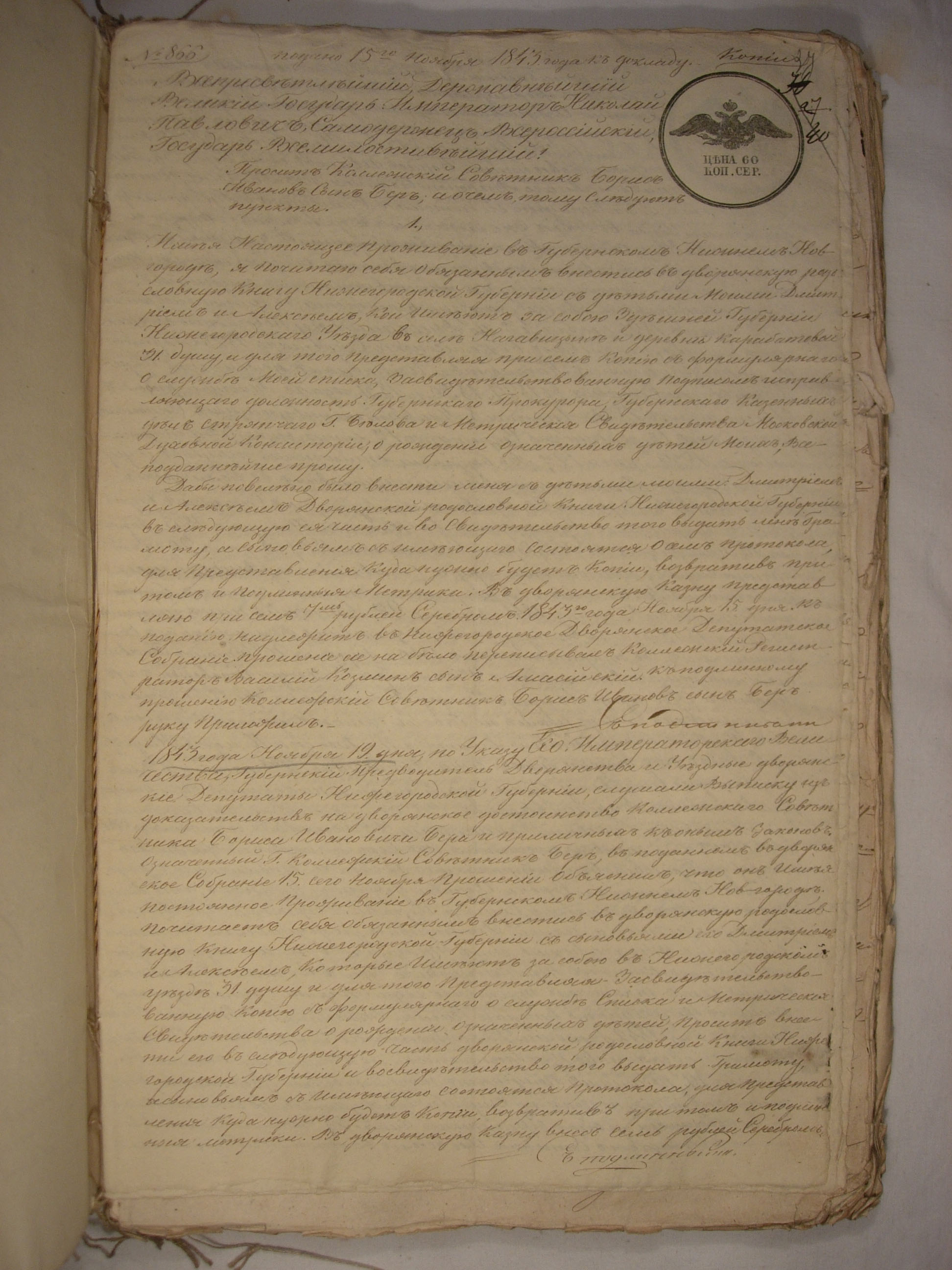
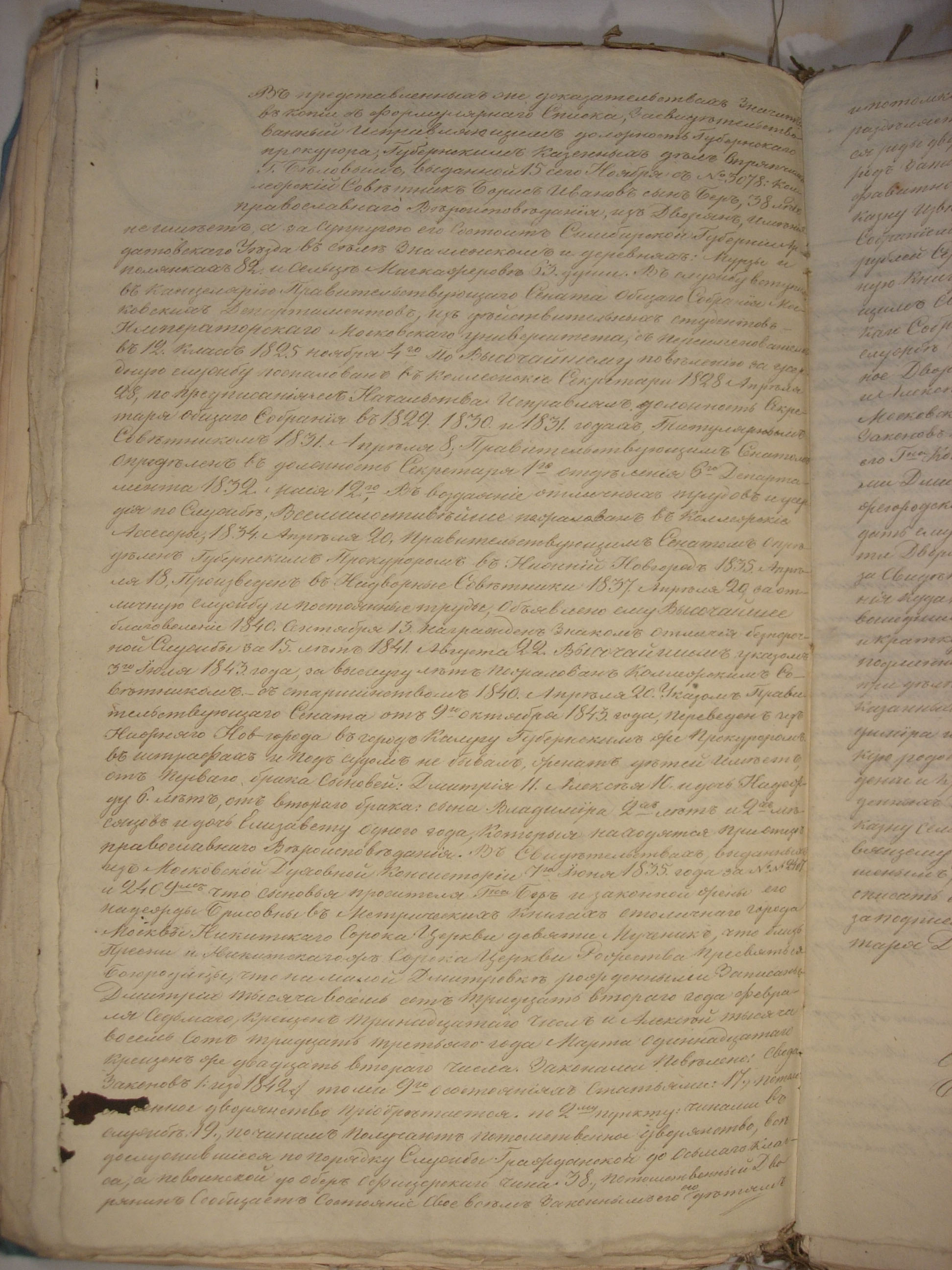
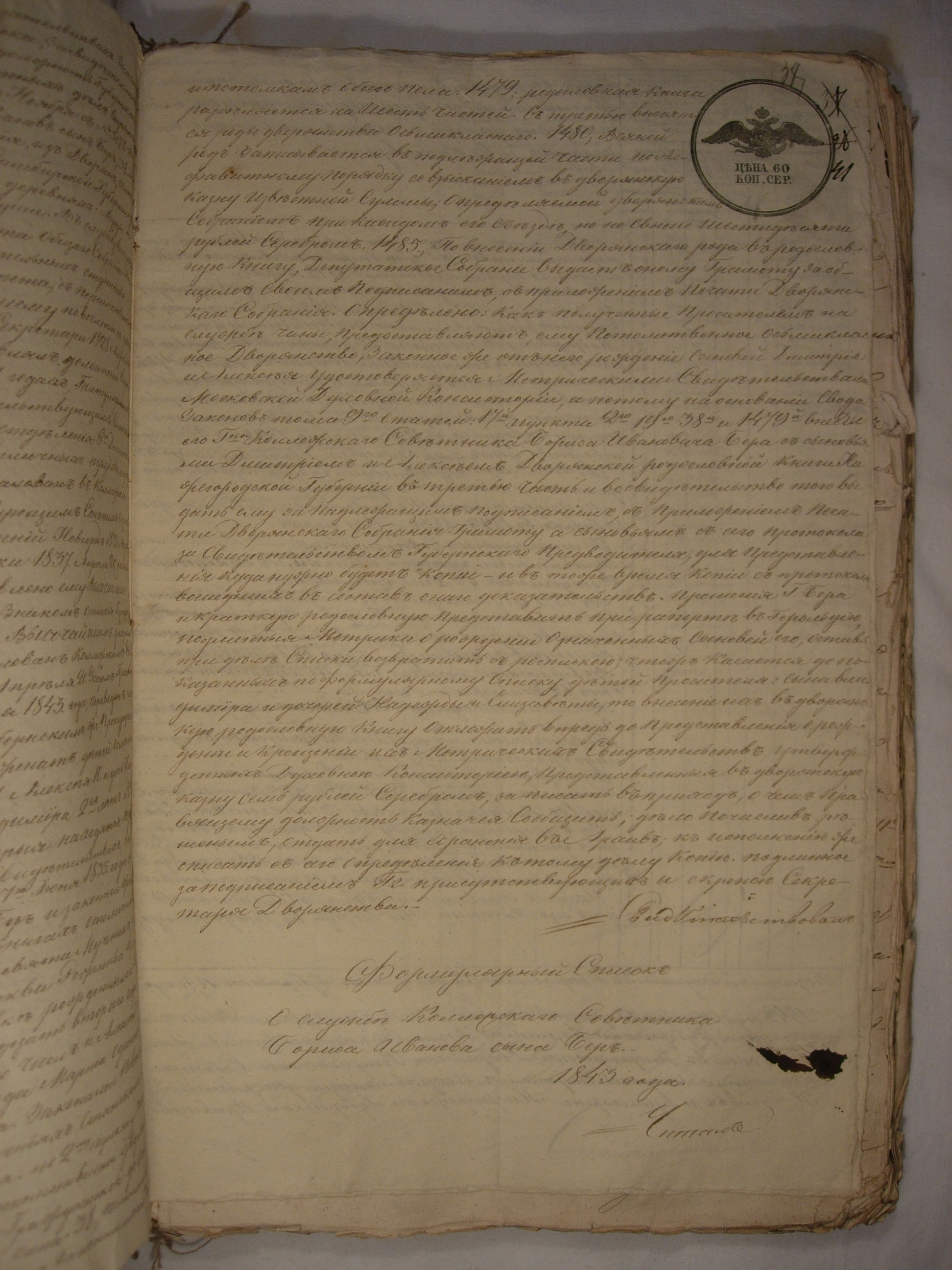

## Семья
Первая жена — Надежда Владимировна Абрамова, дочь нижегородского капитана, родственница декабристов Ивана и Павла Абрамовых. Вторая жена — Анна Дмитриевна Чиркова (ум. 04.03.1848), владелица села Знаменского Ардатовского уезда Симбирской губернии. Сыновья:
- Дмитрий (1832—1903), юрист, сенатор;
- Алексей (1833—1893), директор департамента торговли и мануфактур Министерства финансов;
- Владимир, член Казанской судебной палаты, отец поэта Бориса Бера.